# Dear Edward (sèrie de televisió)
Dear Edward és una sèrie dramàtica de televisió estatunidenca, creada per Jason Katims basada en la novel·la homònima d'Ann Napolitano i protagonitzada per Elisabeth Moss, Wagner Moura i Jamie Bell. La sèrie es va estrenar el 3 de febrer de 2023 a través del servei de subscripció Apple TV+. Consta de 10 episodis de 50 minuts.

## Sinopsi
Un matí d'estiu s'enlaira un vol de Nova York a Los Angeles: hi ha 192 persones a bord, entre ells una dona jove fent una prova d'embaràs al lavabo de l'avió; un milionari de Wall Street, un soldat que tornava de l'Afganistan i una família amb els seus dos seus fills adolescents, discutint-se sobre qui ocupa el seient de la finestra. Quan l'avió s'estavella de sobte, Edward Adler, de dotze anys, és l'únic supervivent. L'Edward (Colin O'Brien) lluita per donar sentit al seu dolor, la fama sobtada i trobar el seu lloc en un món sense la seva família. Continua sentint que un tros d'ell ha quedat al cel, lligat per sempre a l'avió i a tots els seus companys de viatge.
L'Edward se'n va a viure amb la seva tia Lacey i l'oncle John (Taylor Schilling i Carter Hudson), que han estat lluitant durant molt de temps per tenir un fill i es veuran alterats amb l'arribada del seu nebot.
Els familiars dels supervivents assisteixen a un grup de suport per a persones que van perdre els seus éssers estimats en l'accident, cadascun amb les seves pròpies històries. Dee Dee (Connie Britton), una dona que porta un elevat ritme de vida, va perdre el seu marit en el vol i descobrirà que aquest li amagava una doble vida i una delicada situació econòmica. Adriana (Anna Uzele) a qui se li va morir la seva àvia, una estimada congressista de Nova York i es prepara per fer campanya política, fa amistat amb Kojo (Idris Debrand), que va perdre la seva germana i ha vingut de Ghana per cuidar la seva jove neboda, que tornarà amb ell.

## Repartiment
- Colin O'Brien : Edward
- Taylor Schilling: Lacey
- Connie Britton: Dee Dee
- Anna Uzele: Adriana
- Idris DeBrand: Kojo
- Amy Forsyth: Linda
- Carter Hudson: John
- Maxwell Jenkins: Jordan
- Eva Ariel Binder: Shay
- Brittany S. Hall: Amanda
- Dario Ladani Sanchez: Sam
- Audrey Corsa: Zoe
- Ivan Shaw: Steve
- Jenna Qureshi: Mahira
- Robin Tunney: Jane

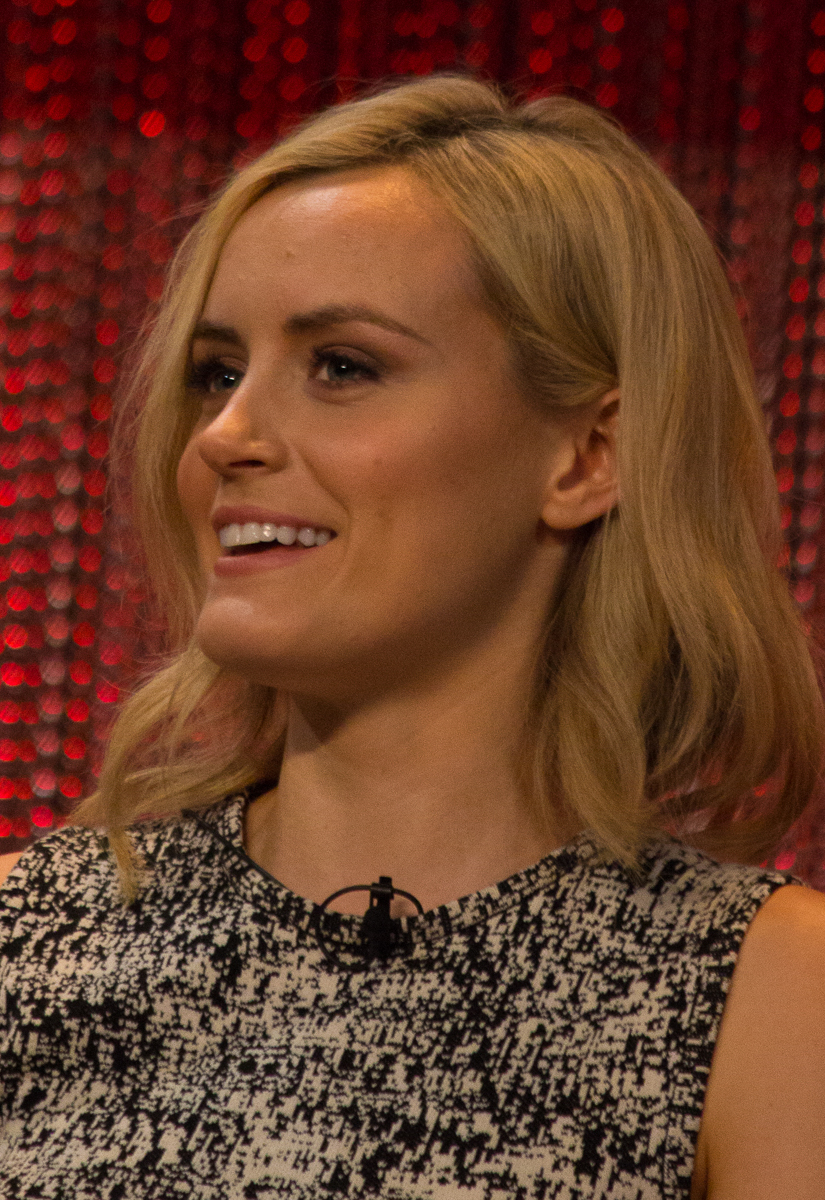
Taylor Schilling
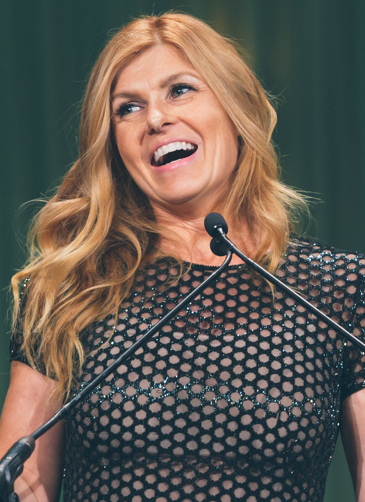
Connie Britton
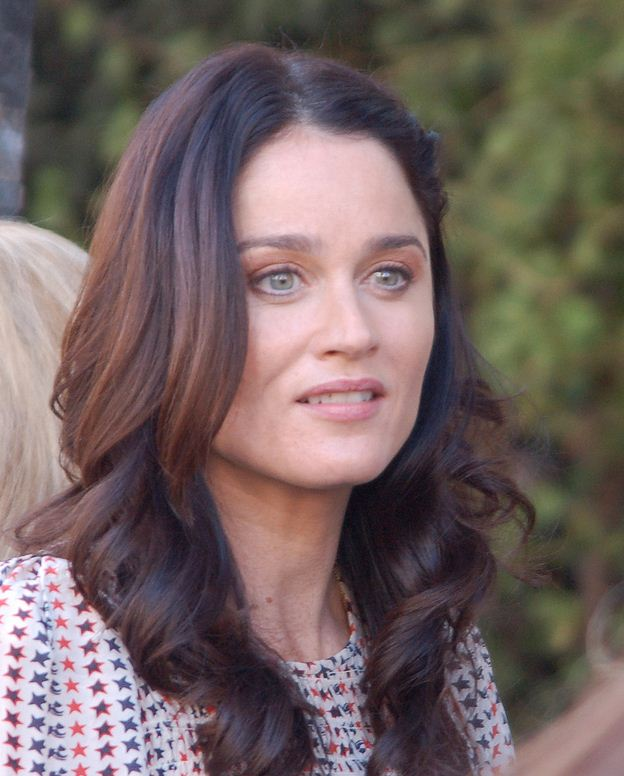
Robin Tunney

## Episodis
| Episodi | Títol               | Dirigit per         |
| 1       | "Pilot"             | Fisher Stevens      |
| 2       | "Food"              | Allison Liddi-Brown |
| 3       | "Stuff"             | Allison Liddi-Brown |
| 4       | "Chrysalis"         | David Boyd          |
| 5       | "Haunted"           | David Boyd          |
| 6       | "Truth"             | Jaffar Mahmood      |
| 7       | "Folklore"          | Jaffar Mahmood      |
| 8       | "Music"             | Clement Virgo       |
| 9       | "Paper Covers Rock" | Clement Virgo       |
| 10      | "Shelter"           | Nisha Ganatra       |

## Al voltant de la sèrie
La novel·la d'Ann Napolitano Dear Edward (2020), a partir de la tragèdia real del Vol 771 d'Afriqiyah Airways el 2010, explora les reaccions de l'esperit humà després del desastre i va servir d'inspiració per a la sèrie dramàtica del mateix nom, creada pel productor i guionista Jason Katims.
El drama es comparteix entre els vuit membres d'un grup de suport al dol. Entre els papers protagonistes hi ha dues actrius ja consolidades, Connie Britton (Nashville, American Horror Story, Friday Night Lights) i Taylor Schilling (que interpretà Piper Chapman a Orange Is the New Black). Robin Tunney, coneguda pel seu paper de Teresa Lisbon a The Mentalist, aquí interpreta la mare del jove protagonista.
La sèrie es va rodar a la ciutat de Nova York, Long Island i a la població de Nyack, durant un període de sis mesos.

### Crítiques
Dear Edward va rebre valoracions desiguals per part dels crítics, obtenint una aprovació del 55% a l'agregador Rotten Tomatoes, sobre un total de 29 anàlisis i a un 65% de l'audiència els va agradar.
Per Ellen E.Jones en la seva crítica a The Guardian, Dear Edward aconsegueix els moments necessaris d'emoció autèntica amb certa regularitat, generalment cortesia de Connie Britton, però hi ha molts altres personatges sense implicació. Si perdés la banda sonora de folk-pop que arruïna tots els moments tendres, la sèrie milloraria almenys un 25%.